# Edelfalter
Die Edelfalter (Nymphalidae) sind eine Familie der Ordnung der Schmetterlinge (Lepidoptera). Zu dieser großen, weltweit etwa 6000 Arten umfassenden Familie gehören einige der farbenprächtigsten Falter Europas. Unter diesen Arten sind zahlreiche sehr bekannte Vertreter der Schmetterlinge wie z. B. Tagpfauenauge (Inachis io) und Kleiner Fuchs (Aglais urticae) zu finden.

## Merkmale

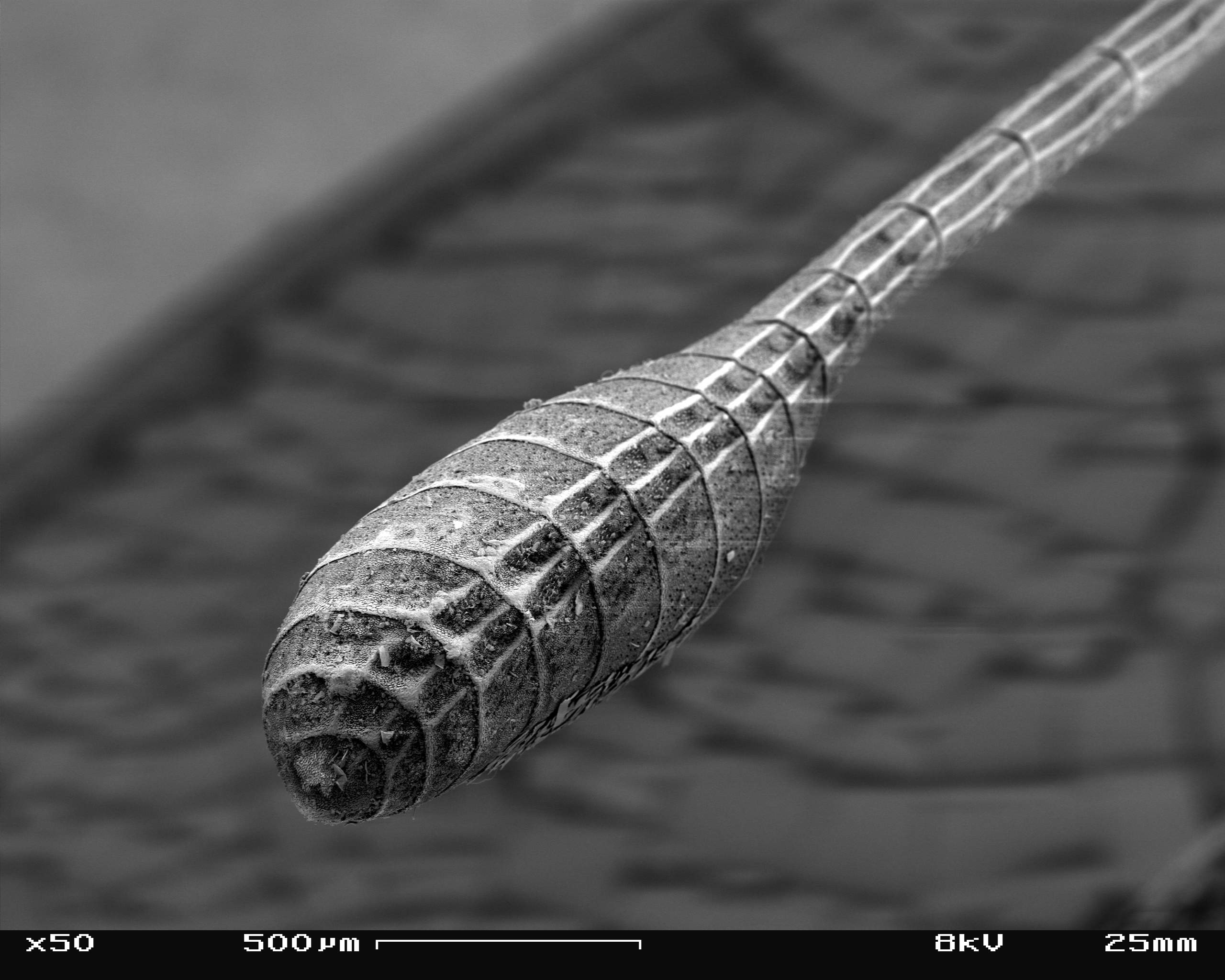
Fühlerdetail mit gut sichtbaren Carinae beim Tagpfauenauge

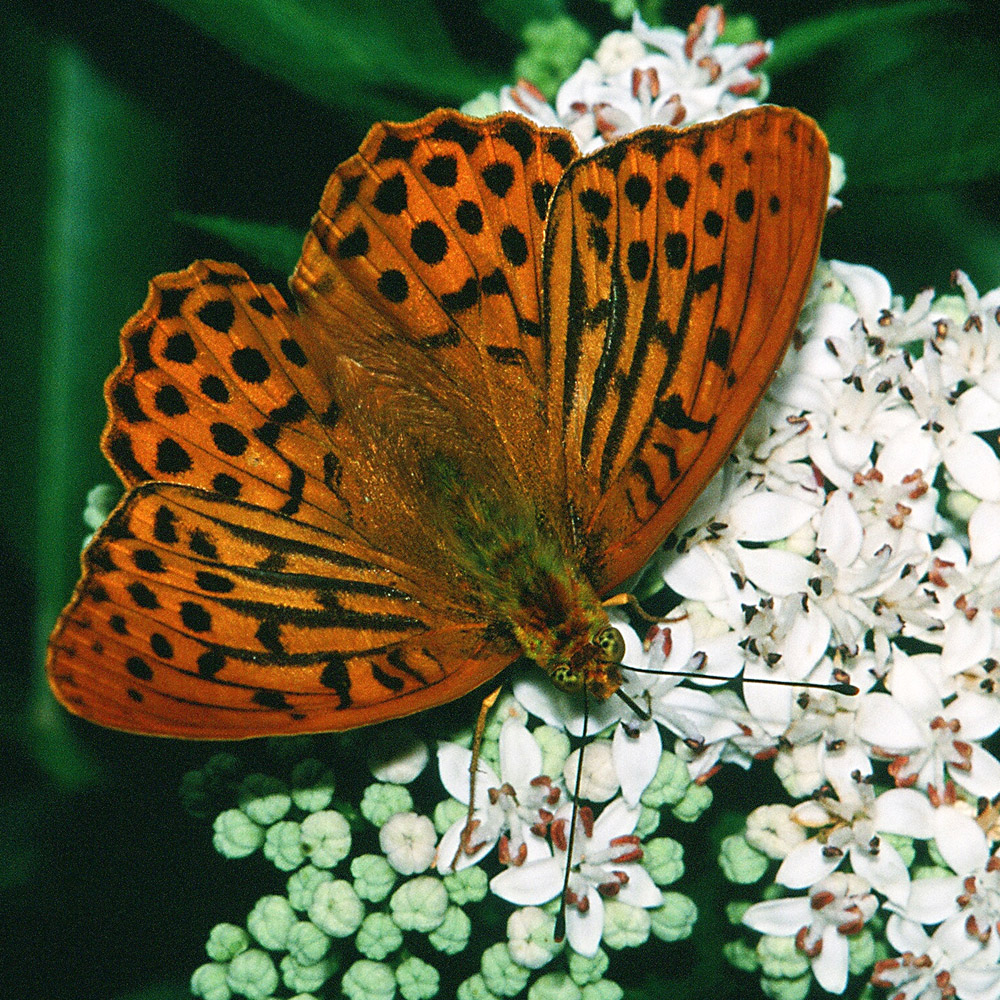
Kaisermantel (Argynnis paphia), Männchen

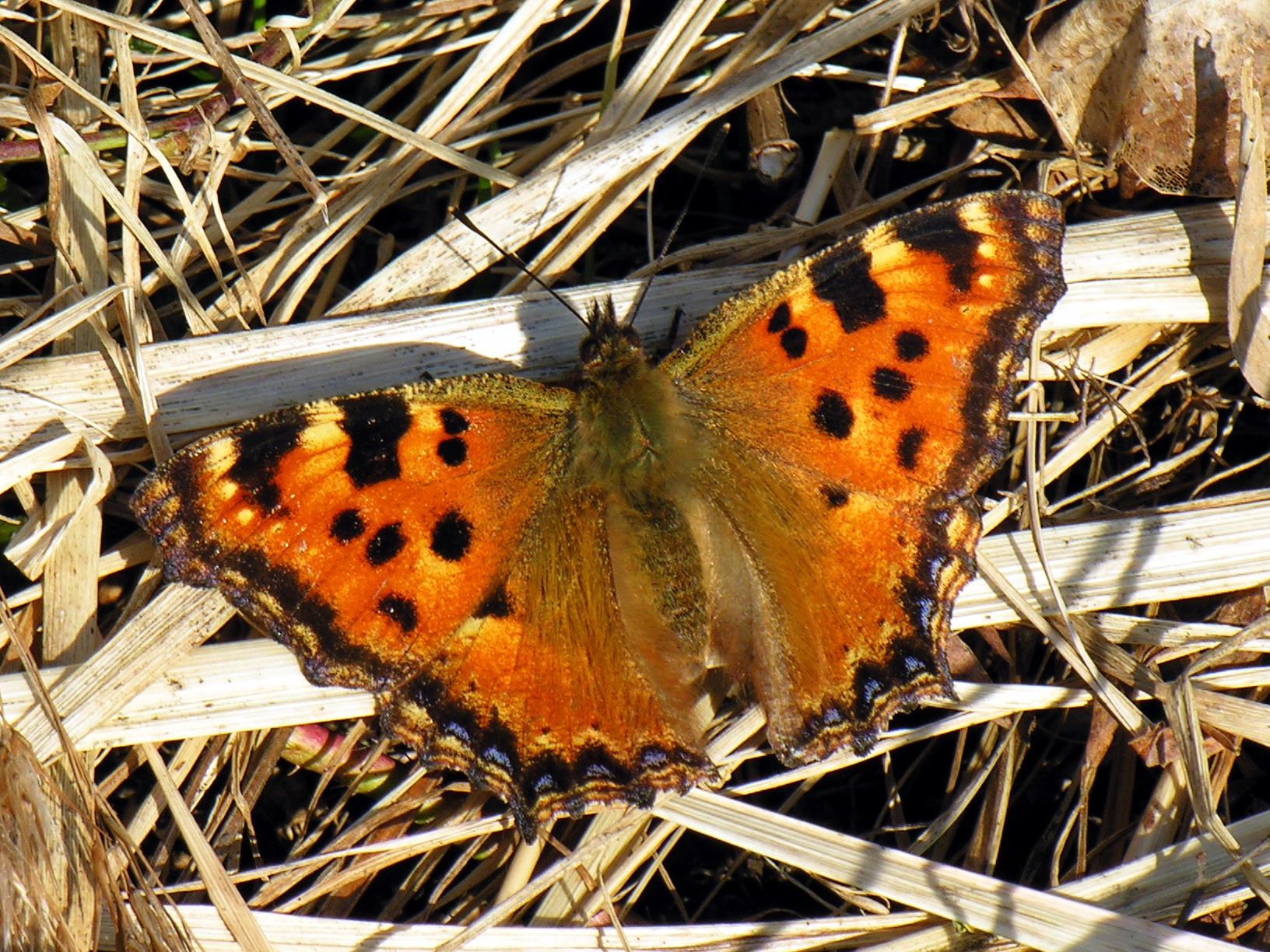
Großer Fuchs (Nymphalis polychloros)

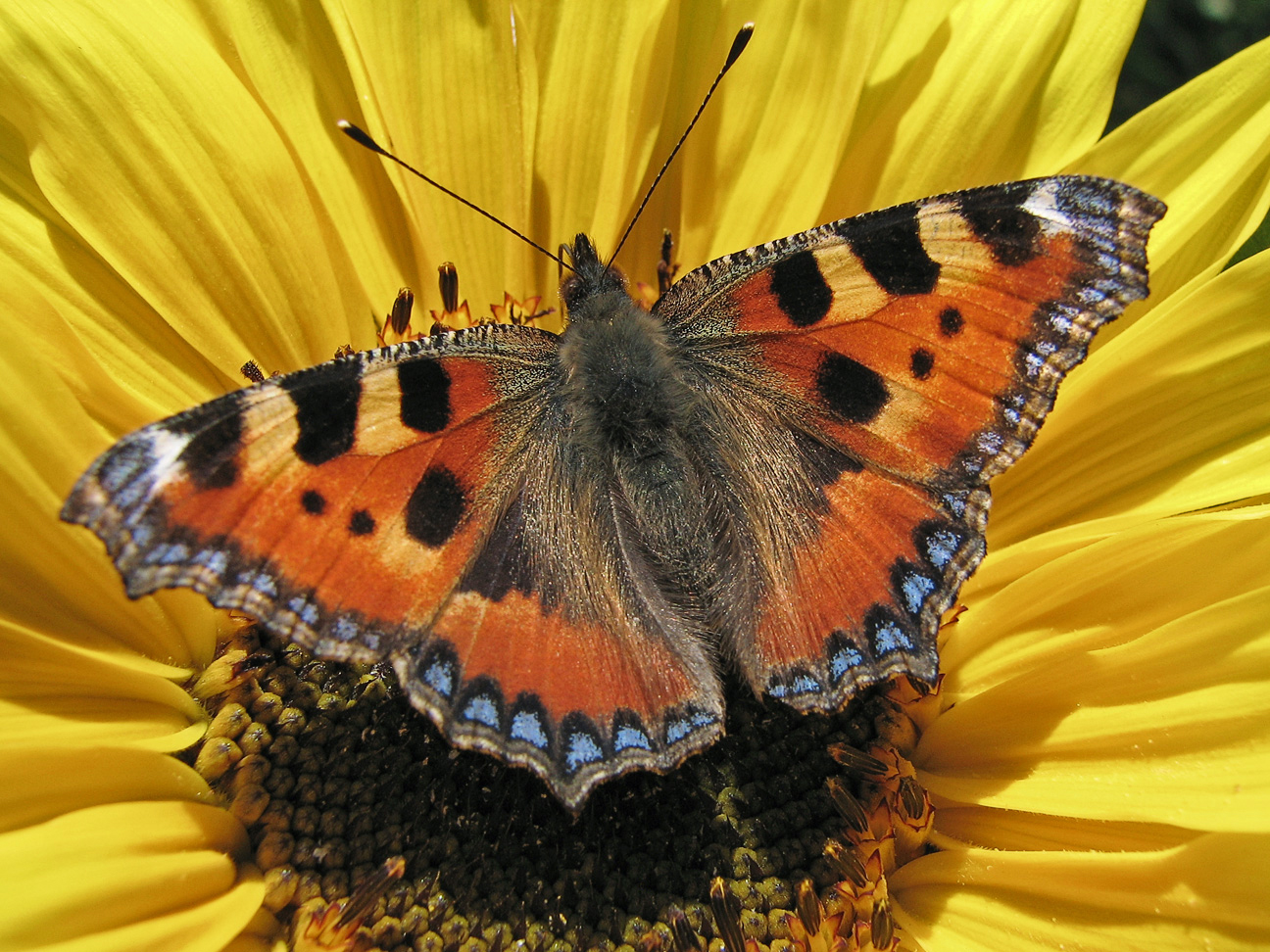
Kleiner Fuchs (Aglais urticae)

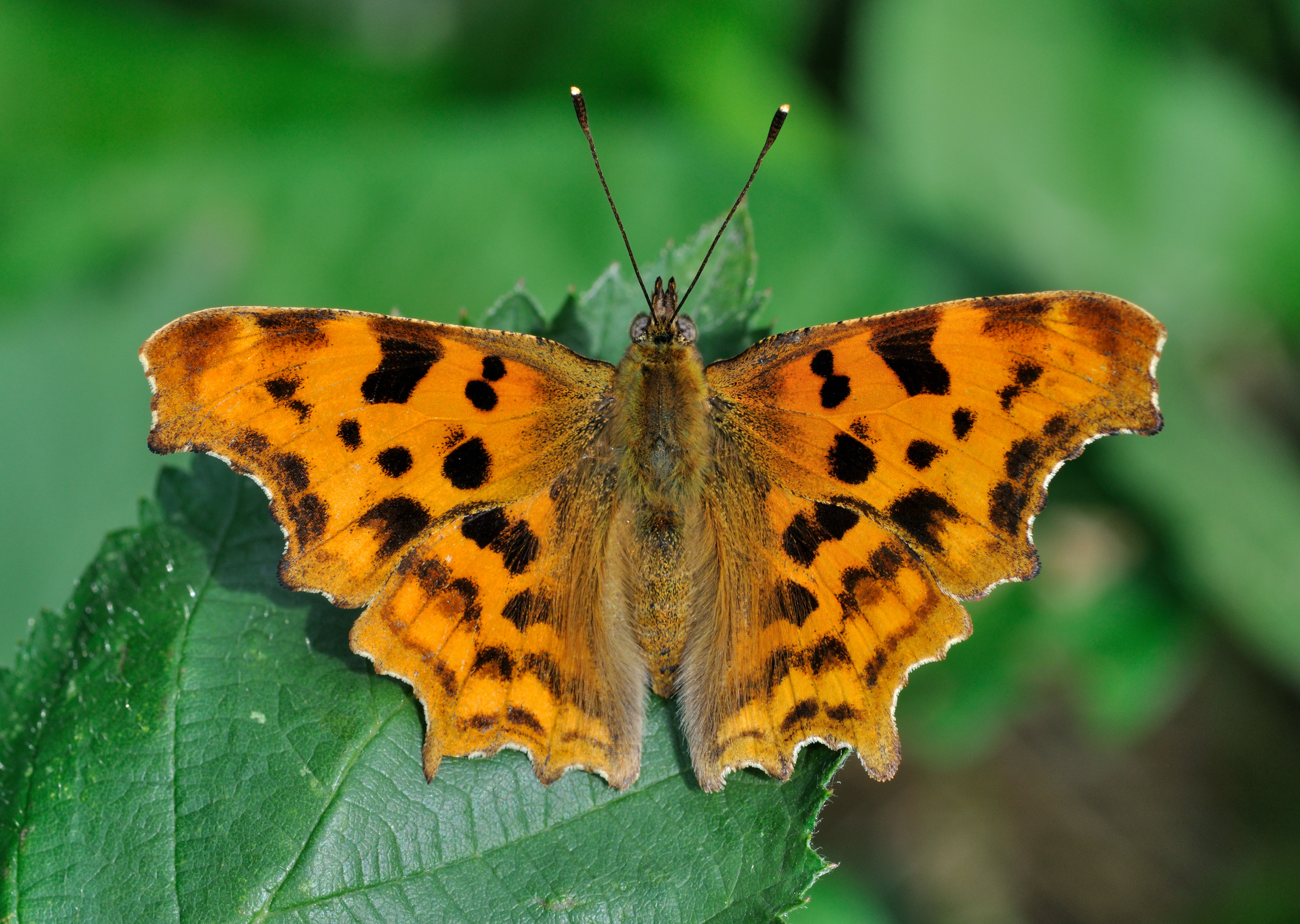
C-Falter (Polygonia c-album)

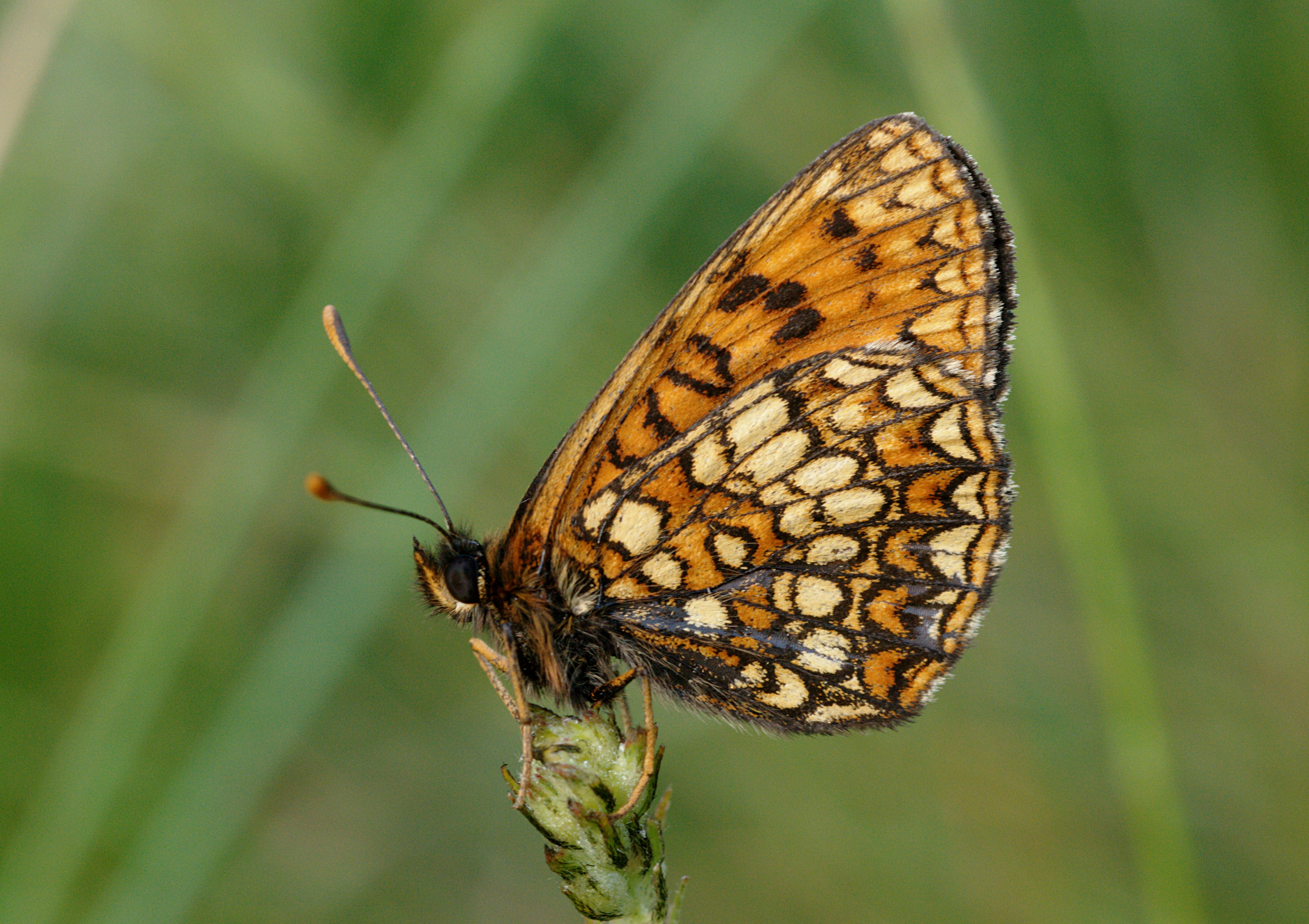
Östlicher Scheckenfalter (Melitaea britomartis)

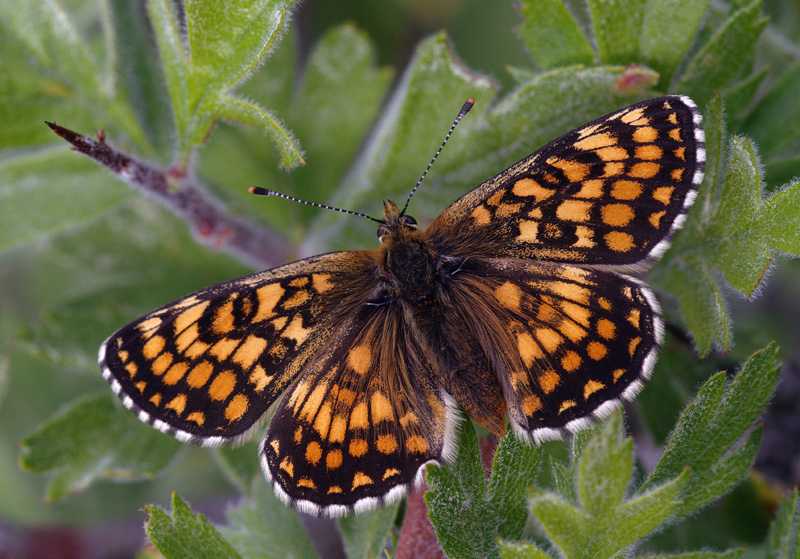
Wachtelweizen-Scheckenfalter (Melitaea athalia)

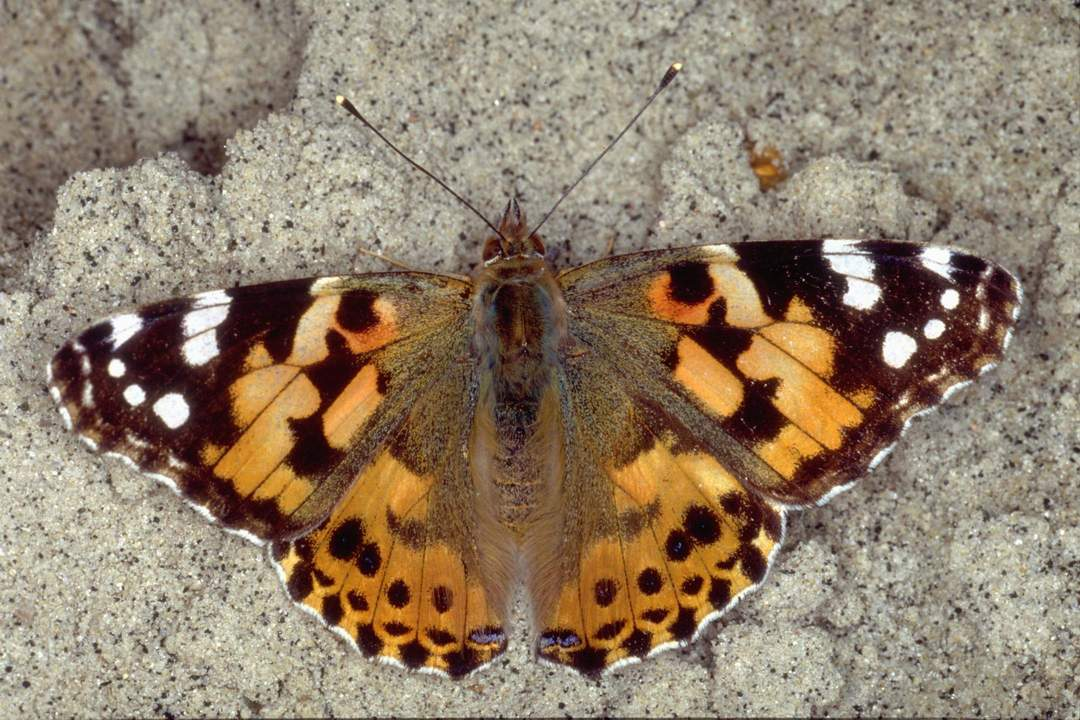
Distelfalter (Vanessa cardui)

Die Falter erreichen eine Flügelspannweite von 40 bis 100 Millimetern. Sie besitzen breite Vorderflügel, die nur 1,4- bis 1,9-mal länger als breit sind. Ihre Flügelgrundfarben sind meist: Dunkelbraun, Orangebraun, Gelbbraun, Gelb, Rot, Blau, Violett oder Schwarz; die einzelnen Unterfamilien unterscheiden sich aber zum Teil deutlich in ihrer Färbung voneinander. So haben z. B. vor allem die Augenfalter (Satyrinae) Augenflecken auf den Flügeln und die paläarktischen Vertreter der Heliconiinae sind an den Perlmuttflecken auf ihren Flügelunterseiten zu erkennen (Perlmuttfalter). Die Scheckenfalter (Melitaeini) weisen eine charakteristische schwarze und orange Zeichnung auf. Alle Edelfalter haben gemeinsame Merkmale, die sie von allen anderen Schmetterlingsfamilien unterscheiden (Synapomorphien): Sie haben entlang der Unterseite über alle Segmente der Fühler verlaufende, längliche Rillen (Carinae), zwischen denen zwei durchgehende Vertiefungen oder seichte Mulden liegen. Daneben ist ihr erstes Beinpaar verkümmert („Putzpfoten“). Bei den Männchen ist dies deutlicher ausgeprägt, weswegen man bei manchen Arten die Geschlechter auf diese Weise auseinanderhalten kann. Mit diesen Stummeln können sie sich lediglich putzen, sie sitzen nur auf vier Beinen.
Ihre Fühler sind etwa halb so lang wie die Vorderflügellänge und sind am Ende keulenförmig verbreitert. Die Falter besitzen neben ihren Facettenaugen keine Punktaugen (Ocelli). Sie haben reduzierte, eingliedrige Kiefertaster (Maxillarpalpen) und ihre dreisegmentigen Lippentaster (Labialpalpen) sind nach oben gerichtet. Der nicht geschuppte Saugrüssel ist voll entwickelt.
Ihre Vorderflügel haben zwölf Flügeladern und nur eine Analader (1b). Die Hinterflügel haben neun Adern und zwei Analadern (1a und 1b). Ihnen fehlt die Ader 1c.

### Merkmale der Raupen
Die Raupen haben meist zahlreiche Dornen, die auch verästelt sein können. Es gibt aber auch Arten, deren Raupen lange Haare haben. Manche Arten leben gesellig in Gruppen auf den Futterpflanzen.

## Lebensweise
Die Raupen ernähren sich von verschiedenen Pflanzenfamilien, wie z. B. von Veilchengewächsen (Violaceae), Brennnesselgewächsen (Urticaceae), Ulmengewächsen (Ulmaceae), Weidengewächsen (Salicaceae), Hanfgewächsen (Cannabaceae), Geißblattgewächsen (Caprifoliaceae) und anderen. Die Raupen der Augenfalter fressen bevorzugt Süß- (Poaceae) und Sauergräser (Cyperaceae).

## Entwicklung
Die Eier der Edelfalter sind kugelförmig und sind entweder gerillt oder haben eine netzartige Struktur. Die Verpuppung findet als Stürzpuppe statt, die oft Höcker tragen und bei vielen Arten metallisch glänzende Flecken aufweisen.

## Systematik
Viele Unterfamilien, namentlich die Augenfalter (Satyrinae), die Morphinae, die Libytheinae, die Danainae und andere wurden in der älteren Literatur (und werden von manchen Entomologen auch heute noch) als eigene Familien gewertet. Neuerdings scheint sich die Auffassung durchzusetzen, sie als Unterfamilien des Monophylums Nymphalidae einzustufen. Demnach unterteilt man die Familie in bis zu zwölf Unterfamilien, von denen sieben mit 115 Arten im deutschsprachigen Raum (D, CH, A) vorkommen. In ganz Europa kommen sie mit 244 Arten und Unterarten vor. Der Schwerpunkt ihrer Biodiversität liegt in den Tropen Südamerikas.

### Mitteleuropäische Arten

#### Unterfamilie Libytheinae (Schnauzenfalter)
- Zürgelbaumfalter, Libythea celtis (Laicharting, 1782) CH-A

#### UnterfamilieHeliconiinae(Passionsblumenfalter)
Tribus Argynnini (Perlmuttfalter)
- Kaisermantel, Argynnis paphia (Linnaeus, 1758) D-CH-A
- Kardinal, Argynnis pandora (Denis & Schiffermüller, 1775) D-CH-A
- Östlicher Perlmuttfalter, Argynnis laodice (Pallas, 1771) D
- Großer Perlmuttfalter, Speyeria aglaja (Linnaeus, 1758) D-CH-A
- Feuriger Perlmuttfalter, Fabriciana adippe (Denis & Schiffermüller, 1775) D-CH-A
- Mittlerer Perlmuttfalter, Fabriciana niobe (Linnaeus, 1758) D-CH-A
- Kleiner Perlmuttfalter, Issoria lathonia (Linnaeus, 1758) D-CH-A
- Mädesüß-Perlmuttfalter, Brenthis ino (Rottemburg, 1775) D-CH-A
- Brombeer-Perlmuttfalter, Brenthis daphne (Denis & Schiffermüller, 1775) D-CH-A
- Saumfleck-Perlmuttfalter, Brenthis hecate (Denis & Schiffermüller, 1775) A
- Randring-Perlmuttfalter, Boloria eunomia (Esper, 1799) D-A
- Silberfleck-Perlmuttfalter, Boloria euphrosyne (Linnaeus, 1758) D-CH-A
- Braunfleckiger Perlmuttfalter, Boloria selene (Denis & Schiffermüller, 1775) D-CH-A
- Magerrasen-Perlmuttfalter, Boloria dia (Linnaeus, 1767) D-CH-A
- Natterwurz-Perlmuttfalter, Boloria titania (Esper, 1793) D-CH-A
- Alpen-Perlmuttfalter, Boloria thore (Hübner, 1803) D-CH-A
- Alpenmatten-Perlmuttfalter, Boloria pales (Denis & Schiffermüller, 1775) D-CH-A
- Ähnlicher Perlmuttfalter, Boloria napaea (Hoffmannsegg, 1804) D-CH-A
- Hochmoor-Perlmuttfalter, Boloria aquilonaris (Stichel, 1908) D-CH-A

Tribus Acraeini
- Pardopsis punctatissima (Boisduval, 1833)

#### Unterfamilie Nymphalinae (Fleckenfalter)
Tribus Nymphalini

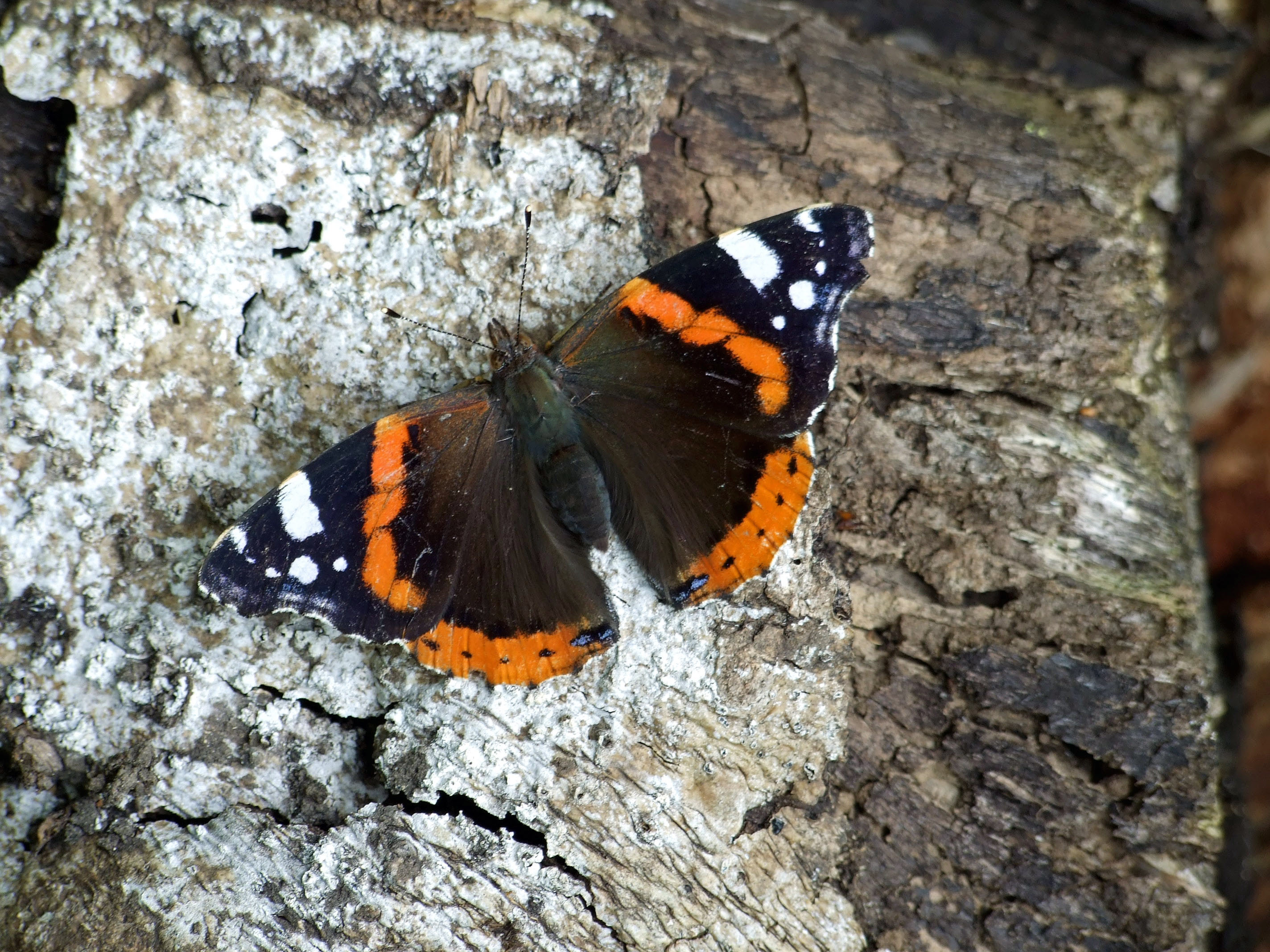
Admiral (Vanessa atalanta)

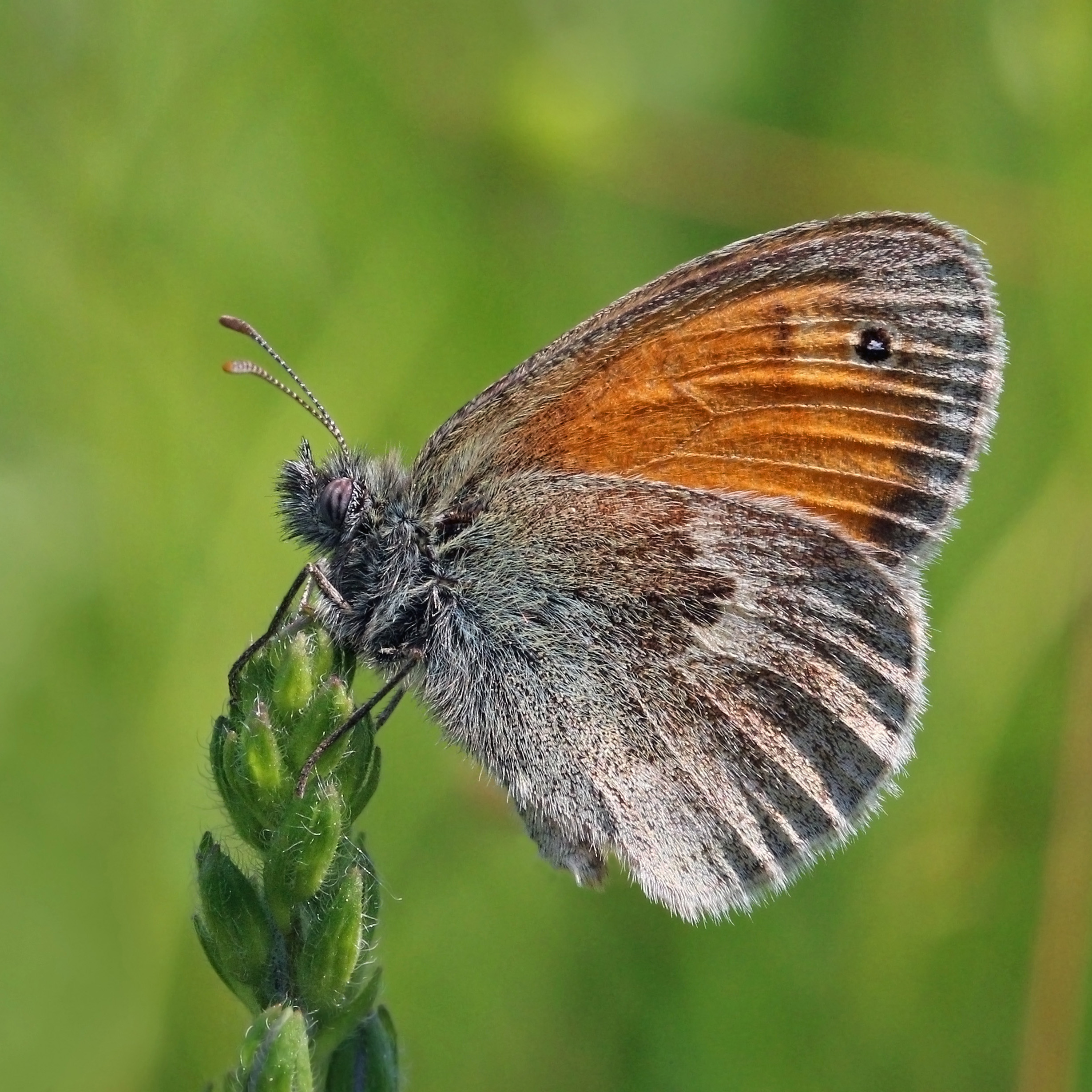
Kleines Wiesenvögelchen (Coenonympha pamphilus)

- Admiral, Vanessa atalanta (Linnaeus, 1758) D-CH-A
- Distelfalter, Vanessa cardui (Linnaeus, 1758) D-CH-A
- Tagpfauenauge, Aglais io (Linnaeus, 1758) D-CH-A
- Kleiner Fuchs, Aglais urticae (Linnaeus, 1758) D-CH-A
- C-Falter, Polygonia c-album (Linnaeus, 1758) D-CH-A
- Südlicher C-Falter, Polygonia egea (Cramer, 1775) CH
- Landkärtchen, Araschnia levana (Linnaeus, 1758) D-CH-A
- Trauermantel, Nymphalis antiopa (Linnaeus, 1758) D-CH-A
- Großer Fuchs, Nymphalis polychloros (Linnaeus, 1758) D-CH-A
- Östlicher Großer Fuchs, Nymphalis xanthomelas (Esper, 1781) A
- Nymphalis vaualbum (Denis & Schiffermüller, 1775) A

Tribus Melitaeini (Scheckenfalter)
- Eschen-Scheckenfalter, Euphydryas maturna (Linnaeus, 1758) D-CH-A
- Veilchen-Scheckenfalter, Euphydryas cynthia (Denis & Schiffermüller, 1775) D-CH-A
- Heckenkirschen-Scheckenfalter, Euphydryas intermedia (Ménétries, 1859) D-CH-A
- Skabiosen-Scheckenfalter oder Goldener Scheckenfalter, Euphydryas aurinia (Rottemburg, 1775) D-CH-A
- Wegerich-Scheckenfalter, Melitaea cinxia (Linnaeus, 1758) D-CH-A
- Flockenblumen-Scheckenfalter, Melitaea phoebe (Denis & Schiffermüller, 1775) D-CH-A
- Bräunlicher Scheckenfalter, Melitaea trivia (Denis & Schiffermüller, 1775) A
- Roter Scheckenfalter, Melitaea didyma (Esper, 1778) D-CH-A
- Baldrian-Scheckenfalter, Melitaea diamina (Lang, 1789) D-CH-A
- Wachtelweizen-Scheckenfalter oder Gemeiner Scheckenfalter, Melitaea athalia (Rottemburg, 1775) D-CH-A
- Ehrenpreis-Scheckenfalter, Melitaea aurelia (Nickerl, 1850) D-CH-A
- Östlicher Scheckenfalter, Melitaea britomartis (Assmann, 1847) D-CH-A
- Westlicher Scheckenfalter, Melitaea parthenoides (Keferstein, 1851) D-CH
- Leinkraut-Scheckenfalter, Melitaea deione (Geyer, 1832) CH
- Bündner Scheckenfalter, Melitaea varia (Herrich-Schäffer , 1851) CH-A
- Kleiner Scheckenfalter, Melitaea asteria (Freyer, 1828) CH-A

#### Unterfamilie Limenitidinae (Eisvögel)
Tribus Limenitidini

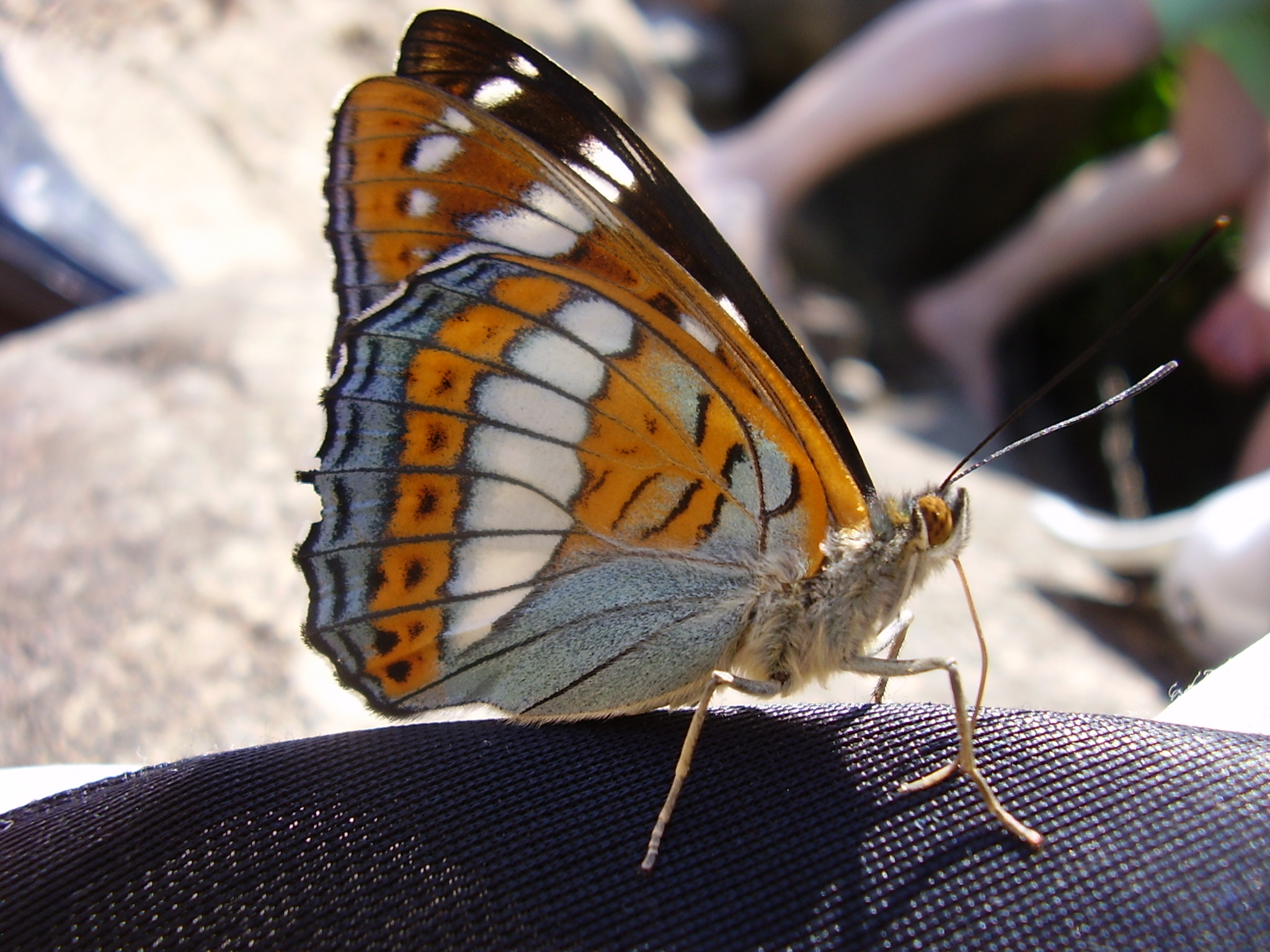
Großer Eisvogel (Limenitis populi)

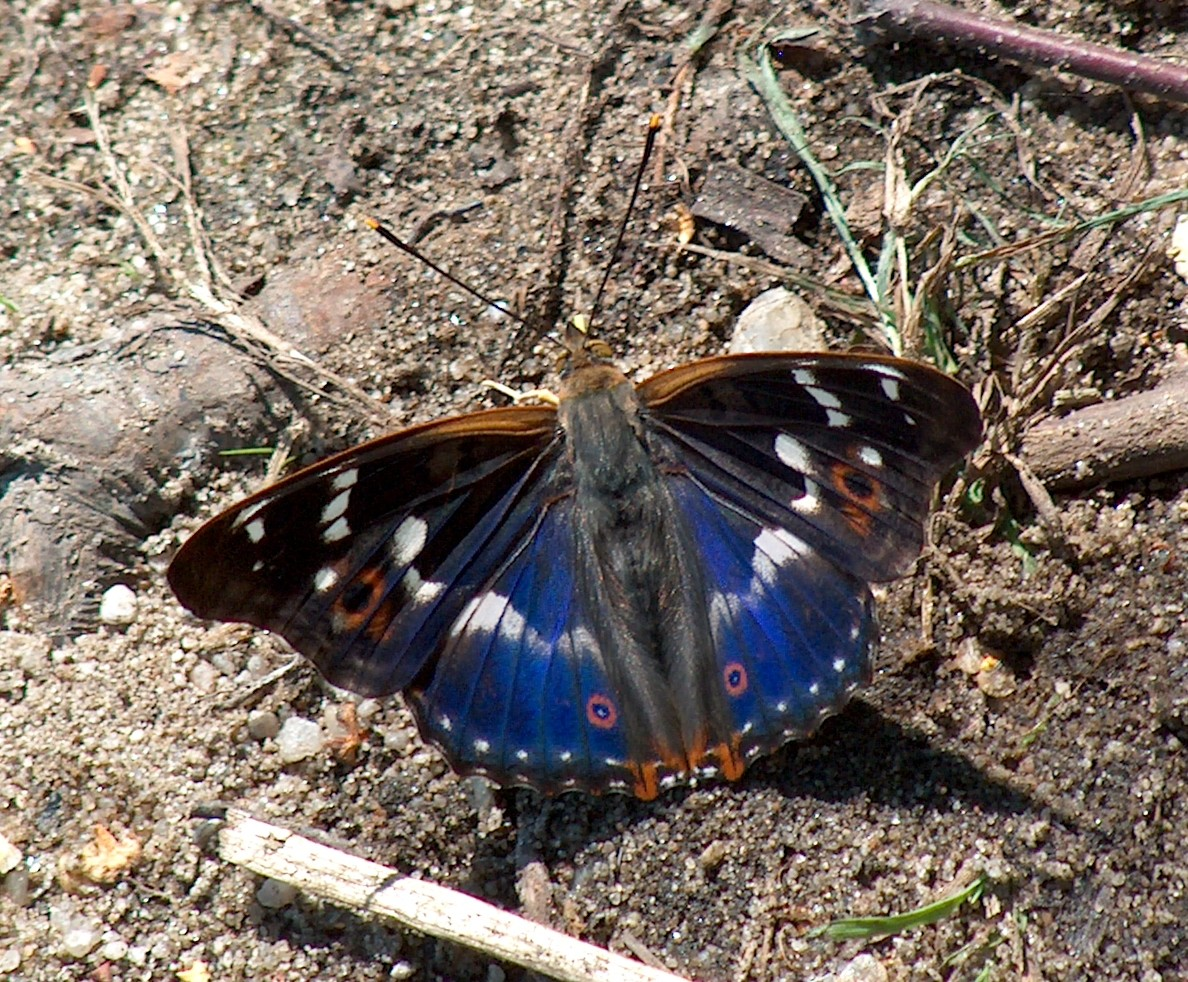
Kleiner Schillerfalter (Apatura ilia)

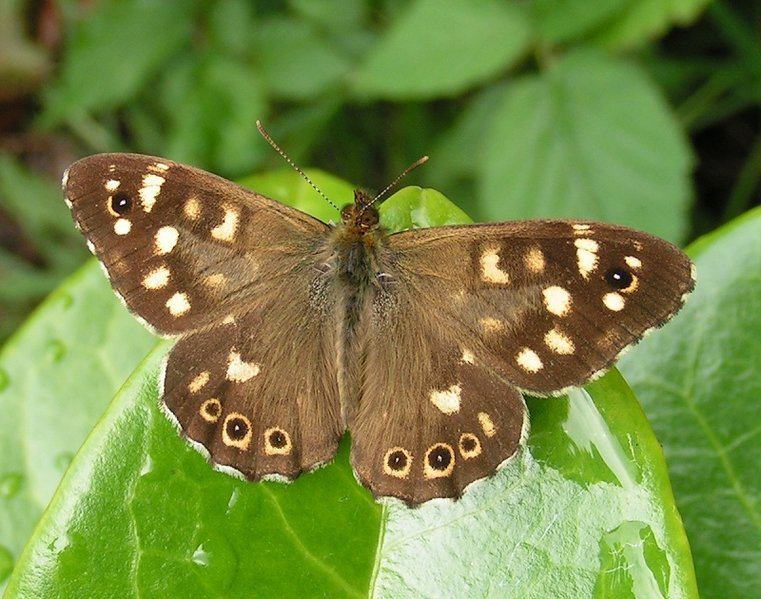
Waldbrettspiel (Pararge aegeria)

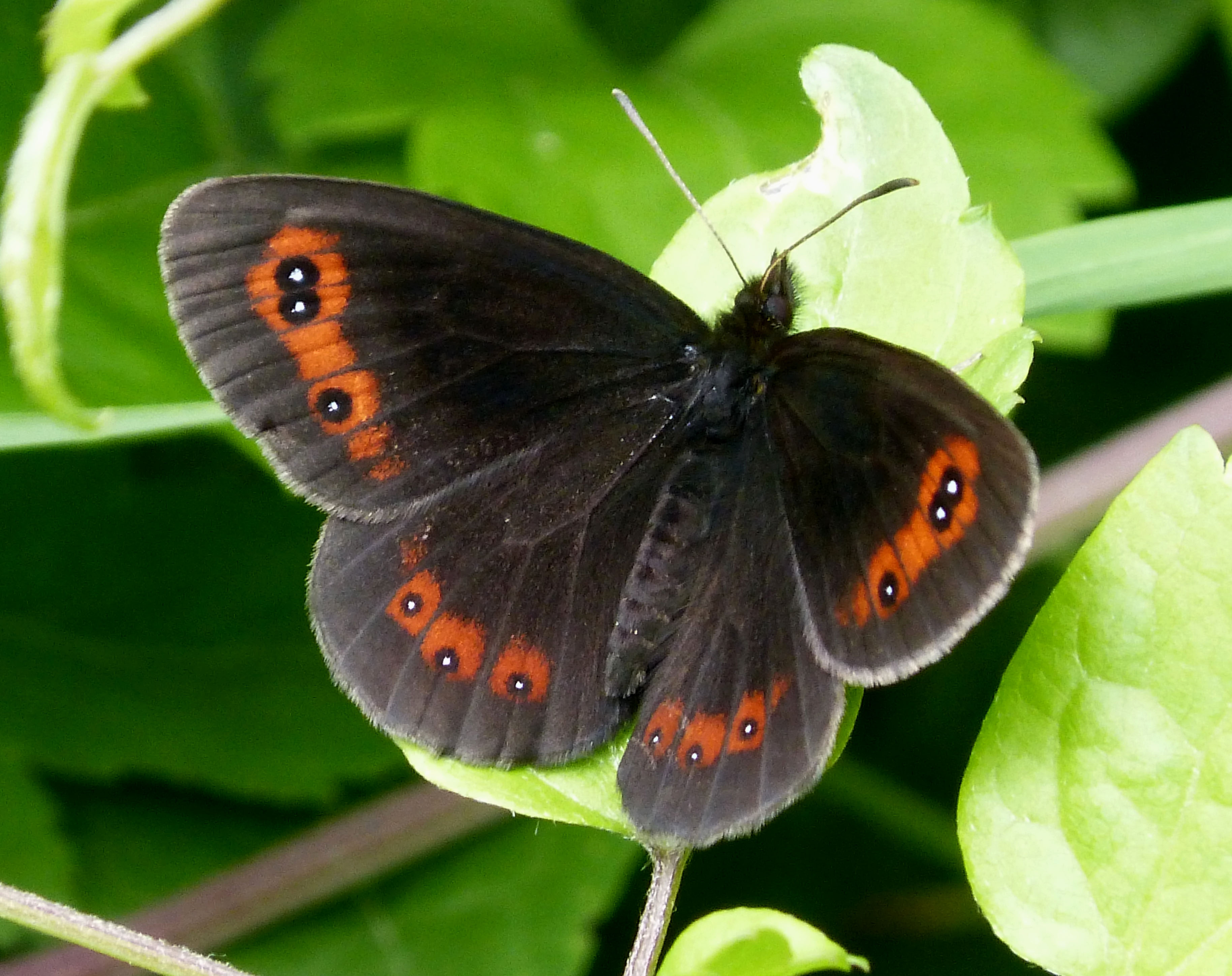
Graubindiger Mohrenfalter (Erebia aethiops)

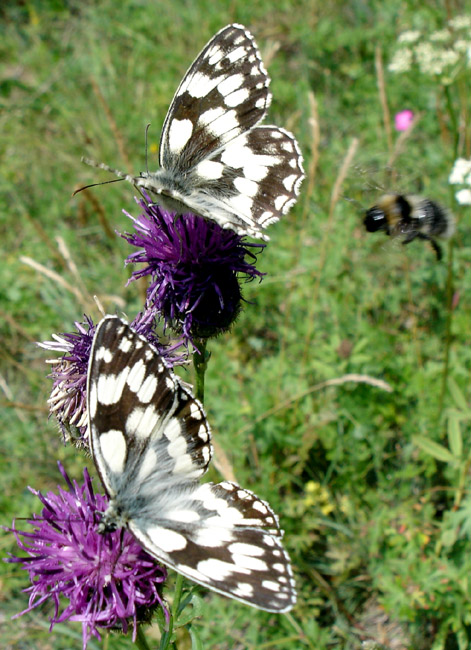
Schachbrett (Melanargia galathea)

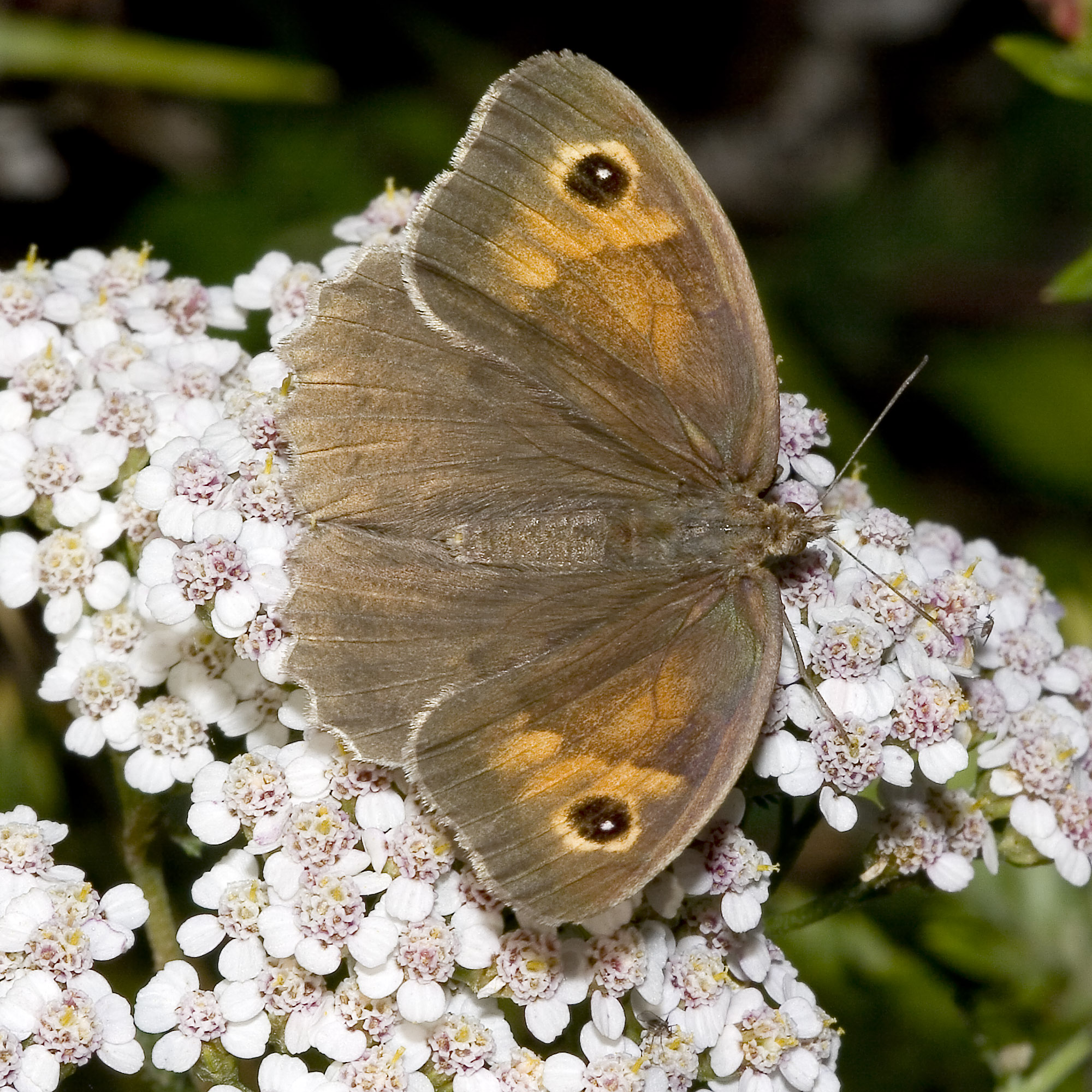
Großes Ochsenauge (Maniola jurtina)

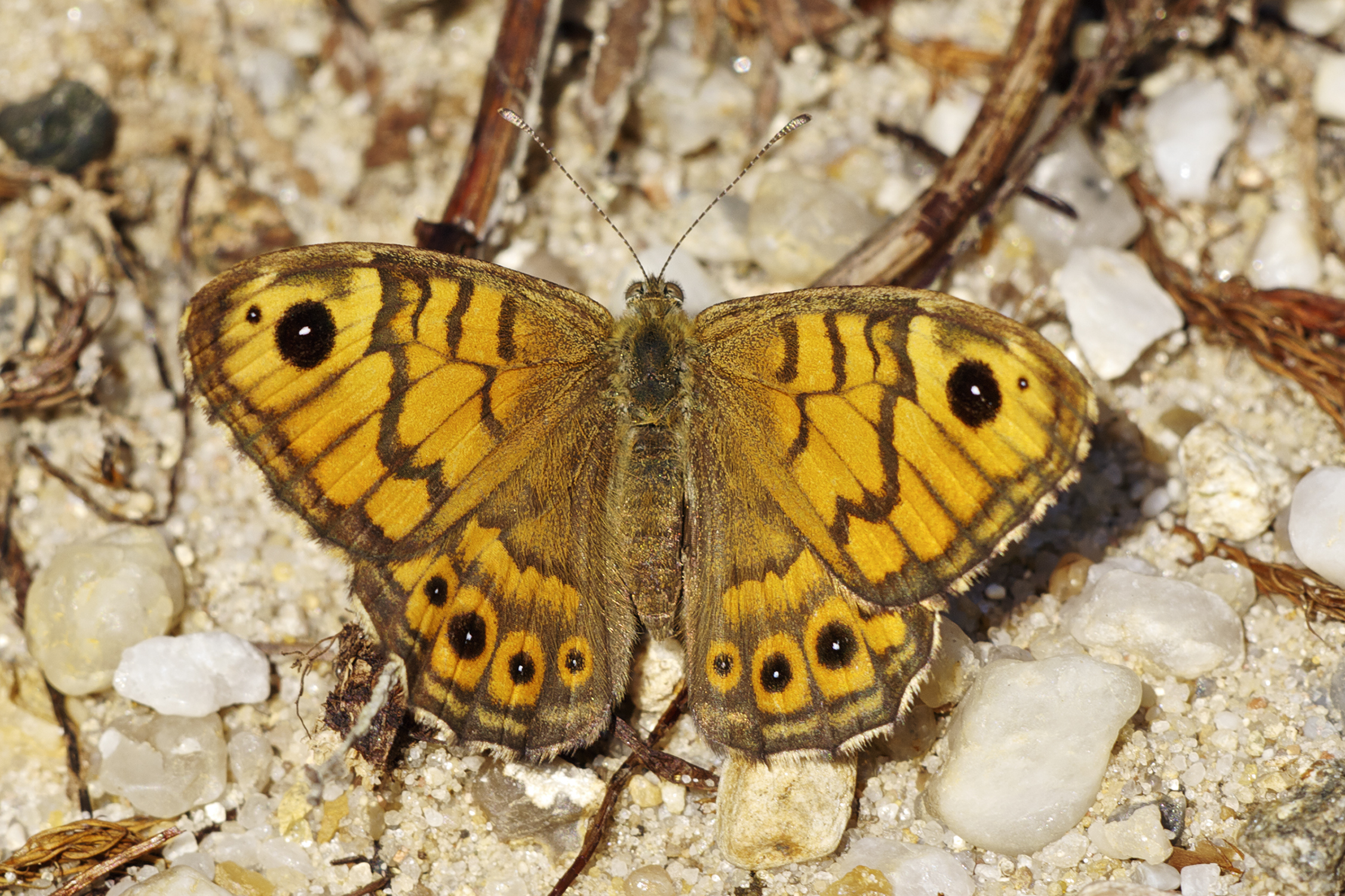
Mauerfuchs (Lasiommata megera), Weibchen

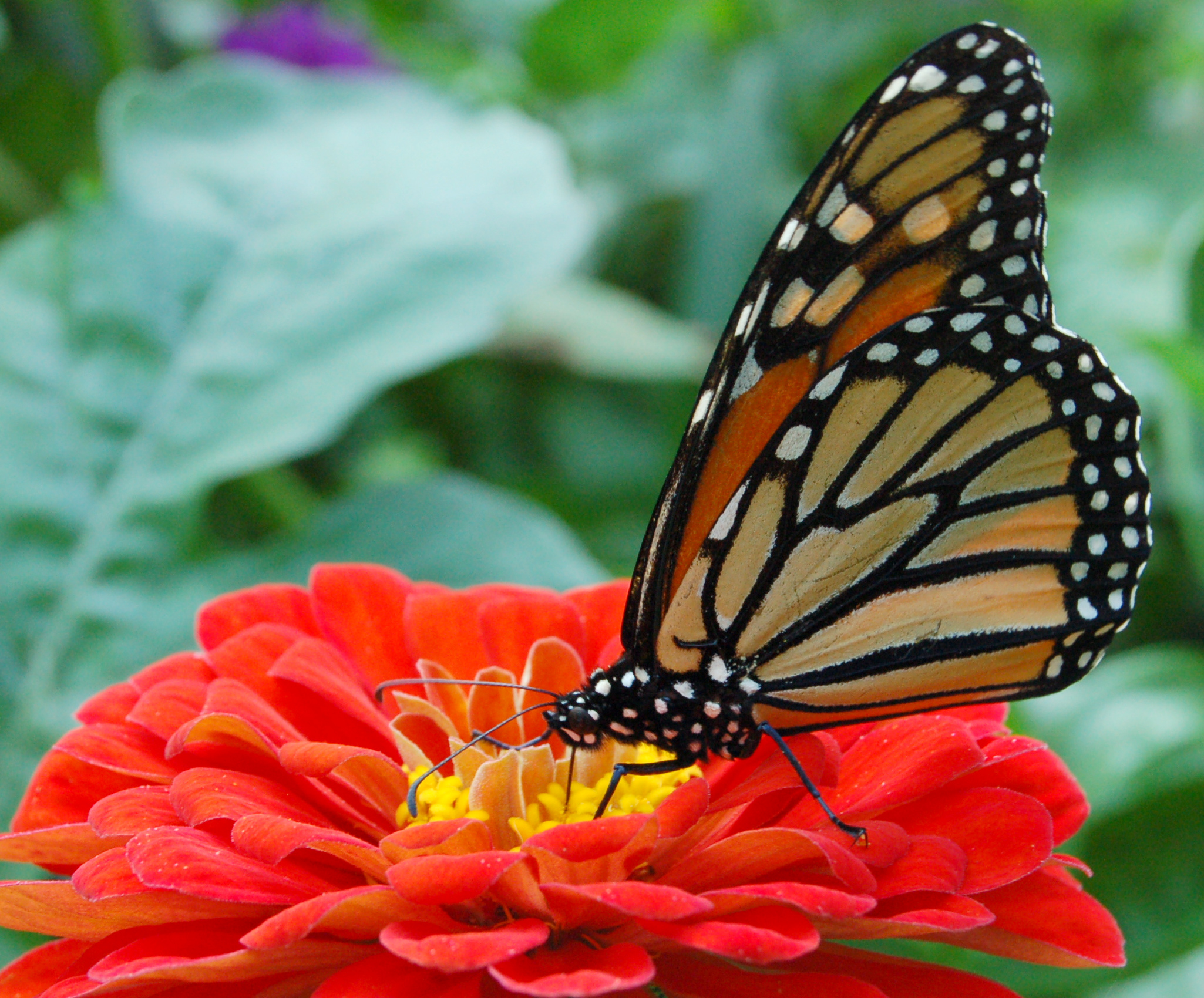
Monarch (Danaus plexippus)

- Großer Eisvogel, Limenitis populi (Linnaeus, 1758) D-CH-A
- Kleiner Eisvogel, Limenitis camilla (Linnaeus, 1764) D-CH-A
- Blauschwarzer Eisvogel, Limenitis reducta (Staudinger, 1901) D-CH-A

Tribus Neptini
- Schwarzbrauner Trauerfalter, Neptis sappho (Pallas, 1771) A
- Schwarzer Trauerfalter, Neptis rivularis (Scopoli, 1763) CH-A

#### Unterfamilie Apaturinae (Schillerfalter)
- Kleiner Schillerfalter, Apatura ilia (Denis & Schiffermüller, 1775) D-CH-A
- Großer Schillerfalter, Apatura iris (Linnaeus, 1758) D-CH-A

#### Unterfamilie Satyrinae (Augenfalter)
Tribus Elymniini
- Waldbrettspiel, Pararge aegeria (Linnaeus, 1758) D-CH-A
- Mauerfuchs, Lasiommata megera (Linnaeus, 1767) D-CH-A
- Braunscheckauge, Lasiommata petropolitana (Fabricius, 1787) D-CH-A
- Braunauge, Lasiommata maera (Linnaeus, 1758) D-CH-A
- Gelbringfalter, Lopinga achine (Scopoli, 1763) D-CH-A

Tribus Coenonymphini
- Großes Wiesenvögelchen, Coenonympha tullia (Müller, 1764) D-CH-A
- Stromtal-Wiesenvögelchen, Coenonympha oedippus (Fabricius, 1787) D-CH-A
- Weißbindiges Wiesenvögelchen, Coenonympha arcania (Linnaeus, 1761) D-CH-A
- Rotbraunes Wiesenvögelchen, Coenonympha glycerion (Borkhausen, 1788) D-CH-A
- Alpen-Wiesenvögelchen, Coenonympha gardetta (De Prunner, 1798) D-CH-A
- Darwins Wiesenvögelchen, Coenonympha darwiniana Staudinger, 1871 CH-A, Artstatus umstritten
- Wald-Wiesenvögelchen, Coenonympha hero (Linnaeus, 1761) D-CH-A
- Kleines Wiesenvögelchen, Coenonympha pamphilus (Linnaeus, 1758) D-CH-A

Tribus Maniolini
- Rotbraunes Ochsenauge, Pyronia tithonus (Linnaeus, 1767) D-CH
- Brauner Waldvogel oder Schornsteinfeger, Aphantopus hyperantus (Linnaeus, 1758) D-CH-A
- Großes Ochsenauge, Maniola jurtina (Linnaeus, 1758) D-CH-A
- Kleines Ochsenauge, Hyponephele lycaon (Rottemburg, 1775) D-CH-A

Tribus Erebiini
- Weißbindiger Mohrenfalter, Erebia ligea (Linnaeus, 1758) D-CH-A
- Weißbindiger Bergwald-Mohrenfalter, Erebia euryale (Esper, 1805) D-CH-A
- Ähnlicher Mohrenfalter, Erebia eriphyle (Freyer, 1836) D-CH-A
- Gelbgefleckter Mohrenfalter, Erebia manto (Denis & Schiffermüller, 1775) D-CH-A
- Weißgebänderter Mohrenfalter, Erebia bubastis (Meisner, 1818) CH
- Weißpunktierter Mohrenfalter, Erebia claudina (Borkhausen, 1789) A
- Gelbgebänderter Mohrenfalter, Erebia flavofasciata (Heyne, 1895) CH-A
- Knochs Mohrenfalter, Erebia epiphron (Knoch, 1783) D-CH-A
- Rätzers Mohrenfalter, Erebia christi (Rätzer, 1890) CH
- Unpunktierter Mohrenfalter, Erebia pharte (Hübner, 1804) D-CH-A
- Kleiner Mohrenfalter, Erebia melampus (Fuessly, 1775) D-CH-A
- Sudeten-Mohrenfalter, Erebia sudetica (Staudinger, 1861) CH
- Graubindiger Mohrenfalter, Erebia aethiops (Esper, 1777) D-CH-A
- Alpen-Mohrenfalter, Erebia triaria (De Prunner, 1798) CH
- Rundaugen-Mohrenfalter, Erebia medusa (Denis & Schiffermüller, 1775) D-CH-A
- Mandeläugiger Mohrenfalter, Erebia alberganus (De Prunner, 1798) CH-A
- Eis-Mohrenfalter, Erebia pluto (De Prunner, 1798) D-CH-A
- Felsen-Mohrenfalter, Erebia gorge (Hübner, 1804) D-CH-A
- Blindpunkt-Mohrenfalter, Erebia mnestra (Hübner, 1804) CH-A
- Schillernder Mohrenfalter, Erebia tyndarus (Esper, 1781) D-CH-A
- Hochalpiner Schillernder Mohrenfalter, Erebia nivalis Lorković & Lesse, 1954 CH-A
- Lorkovics Mohrenfalter, Erebia calcaria Lorković, 1953 A
- Erebia cassioides (Reiner & Hochenwarth, 1792) A
- Erebia arvernensis (Oberthür, 1908) CH
- Wasser-Mohrenfalter, Erebia pronoe (Esper, 1780) D-CH-A
- Weißkernaugen-Mohrenfalter, Erebia stirius (Godart, 1824) A
- Freyers Alpen-Mohrenfalter, Erebia styx (Freyer, 1834) D-CH-A
- Marmorierter Mohrenfalter, Erebia montana (De Prunner, 1798) CH-A
- Doppelaugen-Mohrenfalter, Erebia oeme (Hübner, 1804) D-CH-A
- Gelbbindiger Mohrenfalter, Erebia meolans (De Prunner, 1798) D-CH-A
- Graubrauner Mohrenfalter, Erebia pandrose (Borkhausen, 1788) D-CH-A

Tribus Melanargiini
- Schachbrett, Melanargia galathea (Linnaeus, 1758) D-CH-A

Tribus Satyrini
- Weißkernauge, Satyrus ferula (Fabricius, 1793) CH
- Blauäugiger Waldportier, Minois dryas (Scopoli, 1763) D-CH-A
- Großer Waldportier, Hipparchia fagi (Scopoli, 1763) D-CH-A
- Kleiner Waldportier, Hipparchia alcyone (Denis & Schiffermüller, 1775) D-CH-A
- Walliser Waldportier, Hipparchia genava (Fruhstorfer, 1908) CH
- Ockerbindiger Samtfalter, Hipparchia semele (Linnaeus, 1758) D-CH-A
- Eisenfarbiger Samtfalter, Hipparchia statilinus (Hufnagel, 1766) D-CH-A
- Rotbindiger Samtfalter, Arethusana arethusa (Denis & Schiffermüller, 1775) D-CH-A
- Weißer Waldportier, Brintesia circe (Fabricius, 1775) D-CH-A
- Berghexe, Chazara briseis (Linnaeus, 1764) D-CH-A
- Gletscherfalter, Oeneis glacialis (Moll, 1783) D-CH-A

### Nicht in Mitteleuropa vorkommende Unterfamilien, Tribus und Arten (Auswahl)
- Unterfamilie Apaturinae
  -     - Doxocopa agathina
    - Euripus consimilis
    - Hestina assimilis
    - Mimathyma ambica
    - Sephisa chandra
    - Thaleropis ionia
    - Timelaea albescens

- Unterfamilie Biblidinae
  -     - Ariadne ariadne
    - Biblis hyperia
    - Diaethria clymena
    - Eurytela dryope
    - Mestra dorcas
    - Hamadryas feronia

- Unterfamilie Calinaginae
  -     - Calinaga buddha

- Unterfamilie Charaxinae
  - Tribus Anaeini
    - Hypna clytemnestra

  - Tribus Charaxini
    - Erdbeerbaumfalter, Charaxes jasius (Linnaeus, 1766)

- Unterfamilie Cyrestinae
  -     - Cyrestis thyodamas
    - Marpesia chiron
    - Marpesia furcula
    - Marpesia zerynthia

- Unterfamilie Danainae
  - Tribus Danaini
    - Weiße Baumnymphe, Idea leuconoe (Erichson, 1834)
    - Monarch, Danaus plexippus (Linnaeus, 1758)
    - Euploea core (Cramer, 1780)
    - Tirumala limniace (Cramer, 1775)

  - Tribus Ithomiini
    - Greta nero
    - Greta oto (Glasflügelfalter)

- Unterfamilie Satyrinae
  - Tribus Brassolini
    - Caligo eurilochus (Cramer, 1775)

  - Tribus Morphini (Morphofalter, Himmelsfalter)
    - Blauer Morphofalter, Morpho peleides Kollar, 1850
    - Morpho rhetenor (Cramer, 1775)

  - Tribus Satyrini
    - Kanaren-Waldbrettspiel, Pararge xiphioides (Staudinger, 1871)
    - Aulocera swaha Kollar, 1844: nördl. Vorderindien/Himalaya

- Unterfamilie Heliconiinae
  - Tribus Heliconiini (Passionsblumenfalter)
    - Zebrafalter, Heliconius charithonia (Linnaeus, 1767)
    - Kleiner Kurier, auch Kleiner Postbote, Heliconius erato (Linnaeus 1758)
    - Heliconius sara (Fabricius, 1793)
    - Agraulis vanillae (Linnaeus, 1758)
    - Cirrochroa thais (Fabricius, 1787)

  - Tribus Acraeini
    - Acraea esebria
    - Cethosia cydippe
    - Actinote melampeplos

  - Tribus Vagrantini
    - Cupha erymanthis
    - Vindula arsinoe
    - Vindula dejone
    - Vindula erota

- Unterfamilie Nymphalinae (Fleckenfalter)
  - Tribus Junoniini
    - Hypolimnas bolina (Linnaeus, 1763)
    - Junonia atlites (Linnaeus, 1763)
    - Junonia coenia (Hübner, 1822)
    - Junonia goudotii (Boisduval, 1833)
    - Junonia hierta (Fabricius, 1793)
    - Junonia orithya (Linnaeus, 1758)
    - Junonia rhadama (Boisduval, 1833)
    - Junonia sophia (Fabricius, 1798)
    - Protogoniomorpha parhassus (Drury, 1782)
    - Precis archesia
    - Precis octavia
    - Yoma sabina

  - Tribus Melitaeini
    - Euphydryas gillettii (Barnes, 1897)
    - Phyciodes tharos

  - Tribus Nymphalini
    - Aglais caschmirensis (Kollar, 1848)
    - Aglais milberti (Godart, 1819)
    - Antanartia borbonica (Oberthür, 1879)
    - Colobura dirce (Linnaeus, 1758)
    - Nymphalis californica (Boisduval, 1852)
    - Hypanartia lethe
    - Indischer Admiral, Vanessa indica (Herbst, 1794)
    - Kanarischer Admiral, Vanessa vulcania (Godart, 1819)

  - Tribus Victorini
    - Anartia amathea
    - Anartia chrysopelea (Hübner, 1831)

- Unterfamilie Limenitidinae
  -     - Athyma asura
    - Athyma cama
    - Athyma perius
    - Athyma ranga
    - Bassarona dunya
    - Catacroptera cloanthe
    - Dophla evelina
    - Euthalia aconthea
    - Euthalia anosia
    - Euthalia formosana
    - Euthalia irrubescens
    - Euthalia lubentina
    - Euthalia nais
    - Euthalia phemius
    - Hamanumida daedalus
    - Lexias pardalis
    - Marpesia petreus
    - Moduza procris
    - Neptis frobenia
    - Parasarpa dudu
    - Sumalia daraxa

  - Parthenos
    - Parthenos sylvia